# Brachypelma epicureanum
La tarántula yucateca (Brachypelma epicureanum) es una especie de araña migalomorfa de la familia Theraphosidae. Esta araña es de color marrón oscuro con el abdomen cubierto con pelos rojo óxido, mide de largo 5cm, y se distribuye en toda la Península de Yucatán en México en bosques húmedos y nubosos. Su comercio internacional está regulado en el Apéndice II de CITES, y se encuentra en la categoría de preocupación menor (LC) de la Lista Roja de la IUCN.